# قدمگاه بی‌بی شهربانو
قدمگاه بی‌بی شهربانو یک روستا در ایران است که در بخش قلعه قاضی شهرستان بندرعباس در استان هرمزگان واقع شده‌است.

## جمعیت
این روستا در دهستان سرخون قرار دارد و براساس سرشماری مرکز آمار ایران در سال ۱۳۸۵، جمعیت آن ۵۱ نفر (۱۲ خانوار) بوده‌است.